# Caligo pampeiro
Caligo pampeiro är en fjärilsart som beskrevs av Hans Fruhstorfer 1904. Caligo pampeiro ingår i släktet Caligo och familjen praktfjärilar. Inga underarter finns listade i Catalogue of Life.